# Montes Alpes

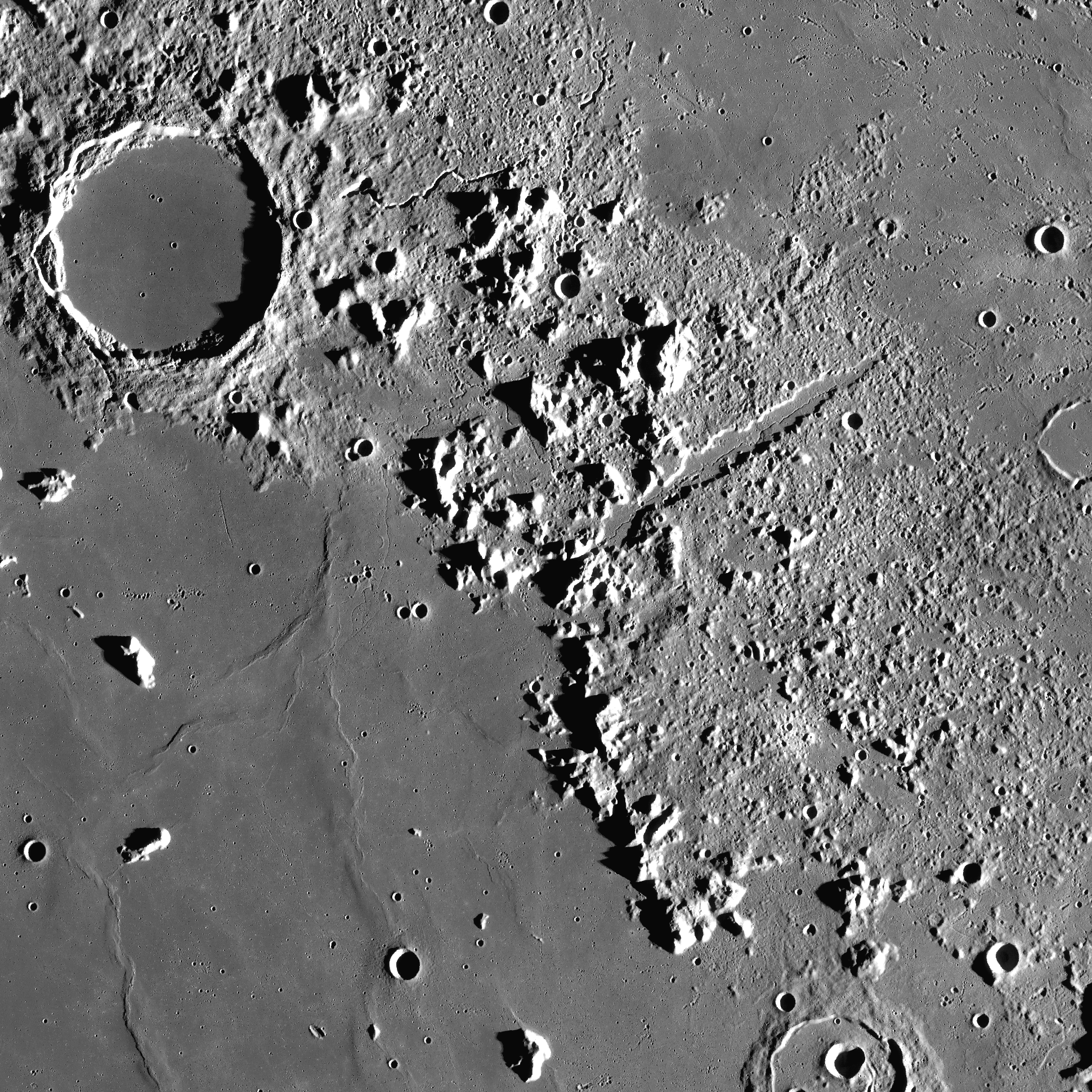
Les Montes Alpes.

Les Montes Alpes sont une chaîne de montagnes lunaires situées sur la bordure orientale de la mer des Pluies. Elle s'étend sur près de 250 kilomètres et s'élève entre 1 800  et   3 600 mètres, dénommées par Johannes Hevelius. Du nord vers le sud, ses principales formations sont le mont Blanc, le promontoire Deville et le promontoire Agassiz.